# Liste der österreichischen Vorschläge für die Oscar-Nominierung in der Kategorie bester internationaler Film
Die Liste der österreichischen Vorschläge für die Oscar-Nominierung in der Kategorie bester internationaler Film (bis 2019 bester fremdsprachiger Film) führt alle für Österreich bei der Academy of Motion Picture Arts and Sciences (AMPAS) für die Kategorie des besten internationalen Films eingereichten Filme.

## Geschichte
Seit 1948 wird bei den Oscars alljährlich auch ein fremdsprachiger Film geehrt. Von 1948 bis 1956 geschah dies in Form eines Spezial- bzw. Ehrenoscars.

Eine eigene Kategorie mit fünf Nominierungen, wie in den übrigen regulären Kategorien, wurde im Jahr 1957 geschaffen. Der Preis wird an den Film und das vorschlagende Land vergeben und nicht an Einzelpersonen. Der Regisseur des Films nimmt den Preis üblicherweise stellvertretend für das gesamte Filmteam entgegen, ist aber kein offizieller Preisträger laut Richtlinien der Oscars. Auf der Statue selbst werden das Produktionsland, der Filmtitel und der Name des Regisseurs eingraviert.

Seit 2007 wird in einem zweistufigen Verfahren aus allen zugelassenen Einreichungen der vorschlagsberechtigten Länder eine Vorauswahl getroffen. Ein Komitee aus Mitgliedern der Academy nominiert mehrere Filme, die auf einer Short-List veröffentlicht werden. Aus diesen Vorschlägen werden die fünf Nominierungen ausgewählt. Bis 2019 erschienen 9 Film auf dieser Liste, 2020 dann einmalig 10. Aufgrund der Corona-Krise wurde diese Zahl 2021 auf 15 aufgestockt und beibehalten.
Österreichische Filme konnten bislang zweimal den Oscar in dieser Kategorie gewinnen. Insgesamt 4 Filmen gelang der Sprung auf die Nominierungsliste und zweimal auf die Short-List. Bislang 47 Filme wurden bei der Academy für die Kategorie als österreichischer Beitrag eingereicht. Bislang wurden zwei Einreichungen vom Wettbewerb ausgeschlossen.

Von der offiziellen AMPAS-Datenbank wird Österreich bei den Siegen mit 2 Gewinnen auf Platz 9 und bei den Nominierungen auf Platz 24 geführt.

## Besonderheiten
Von diesen wurden mit Die Fälscher von Stefan Ruzowitzky bei der Oscarverleihung 2008 und Liebe von Michael Haneke bei der Oscarverleihung 2013 zwei Filme mit dem Oscar für den besten fremdsprachigen Film ausgezeichnet. Mit 38 – Auch das war Wien von Wolfgang Glück bei der Oscarverleihung 1987 und Revanche von Götz Spielmann bei der Oscarverleihung 2009 waren zwei weitere Filme für den Oscar in dieser Kategorie nominiert. 
Der für die Oscarverleihung 2006 eingereichte Film Caché von Michael Haneke wurde nicht zugelassen, weil er nicht vorwiegend in der Landessprache des Entsendelandes, sondern auf Französisch gedreht wurde.
Für die Oscarverleihung 2010 wollte Österreich ursprünglich Das weiße Band – Eine deutsche Kindergeschichte von Michael Haneke einreichen, der Film wurde letztlich aber als deutscher Kandidat als bester fremdsprachiger Film eingereicht und erhielt je eine Oscar-Nominierung in den Kategorien Bester fremdsprachiger Film und Beste Kamera.
Für die Oscarverleihung 2017 wurde die deutsch-französisch-österreichische Koproduktion Vor der Morgenröte von den Produzenten zunächst für die Auswahl des deutschen Kandidaten als bester fremdsprachiger Film vorgeschlagen. Nachdem Deutschland stattdessen die deutsch-österreichische Koproduktion Toni Erdmann nominiert hatte, gab Österreich am 6. September 2016 bekannt, Vor der Morgenröte ins Rennen zu schicken. Der österreichische Beitrag für den Auslandsoscar wurde von der AMPAS zunächst zurückgewiesen, begründet wurde dies mit der „Unausgewogenheit der kreativen Beteiligung“. Als die AMPAS einige Tage später die vollständige Liste der nominierten Titel publizierte, war Vor der Morgenröte allerdings dort aufgeführt.
Bei der Oscarverleihung 2013 war der Vorschlag Liebe für fünf Oscars nominiert: Bester Film (Stefan Arndt, Veit Heiduschka, Michael Katz und Margaret Ménégoz als Produzenten), Beste Regie (Michael Haneke), Beste Hauptdarstellerin (Emmanuelle Riva), Bestes Originaldrehbuch (Michael Haneke) und Bester fremdsprachiger Film. Der Film gewann die Auszeichnung für den besten fremdsprachigen Film.
Mit der französisch-deutsch-österreichischen Koproduktion Happy End wurde vom Fachverband der Film- und Musikwirtschaft (FAMA) für die Oscarverleihung 2018 zum insgesamt sechsten Mal ein Film von Michael Haneke als österreichischer Beitrag vorgeschlagen. Seine Filme wurden damit am öftesten vorgeschlagen, gefolgt von Götz Spielmann mit drei Einreichungen und Barbara Albert, Robert Dornhelm und Stefan Ruzowitzky mit je zwei Einreichungen.
Für die Oscarverleihung 2020 wurde der Film Joy als österreichischer Kandidat für den besten internationalen Film für die Oscarverleihung 2020 vorgeschlagen, von der AMPAS jedoch wegen zu vieler englischer Dialogpassagen disqualifiziert. Bewerben durften sich nach den damaligen Regeln der Akademie nur Werke, deren Dialoge überwiegend nicht auf Englisch sind. „Eine Überprüfung der Akademie hätte ergeben, dass nur ein Drittel des Drehbuchs diese Forderung erfüllt.“ berichtete der „Hollywood Reporter“ und zitierte dabei aus der Beantwortung einer Anfrage. Der österreichischen Auswahljury sei die Sprachmischung von „Joy“ durchaus bewusst gewesen. Neben Deutsch und nigerianischen Sprachen sei der Film auch in einem Pidgin-Dialekt gedreht worden, „den man so in den USA sicherlich untertiteln müsste. Das ist einfach die Sprache des Milieus“.

## Österreichische Vorschläge
| Jahr der Verleihung | Film                                 | Regisseur                       | Produktionsländer                               | Ergebnis             |
| ------------------- | ------------------------------------ | ------------------------------- | ----------------------------------------------- | -------------------- |
| 1962                | Jedermann                            | Gottfried Reinhardt             | Österreich, BR Deutschland                      | Nicht nominiert      |
| 1970                | Moos auf den Steinen                 | Georg Lhotsky                   | Österreich                                      | Nicht nominiert      |
| 1978                | Ich will leben                       | Jörg A. Eggers                  | Österreich                                      | Nicht nominiert      |
| 1980                | Geschichten aus dem Wienerwald       | Maximilian Schell               | BR Deutschland, Österreich                      | Nicht nominiert      |
| 1981                | Egon Schiele – Exzesse               | Herbert Vesely                  | BR Deutschland, Frankreich, Österreich          | Nicht nominiert      |
| 1982                | Der Bockerer                         | Franz Antel                     | Österreich, BR Deutschland                      | Nicht nominiert      |
| 1984                | Die letzte Runde (Strawanzer)        | Peter Patzak                    | Österreich, BR Deutschland                      | Nicht nominiert      |
| 1985                | Dicht hinter der Tür                 | Mansur Madavi                   | Österreich                                      | Nicht nominiert      |
| 1986                | Malambo                              | Milan Dor                       | Österreich                                      | Nicht nominiert      |
| 1987                | 38 – Auch das war Wien               | Wolfgang Glück                  | Österreich, BR Deutschland                      | Nominiert            |
| 1988                | Wohin und zurück – Welcome in Vienna | Axel Corti                      | Schweiz, BR Deutschland, Österreich             | Nicht nominiert      |
| 1989                | Das weite Land                       | Luc Bondy                       | BR Deutschland, Frankreich, Österreich, Italien | Nicht nominiert      |
| 1990                | Der siebente Kontinent               | Michael Haneke                  | Österreich                                      | Nicht nominiert      |
| 1991                | Requiem für Dominic                  | Robert Dornhelm                 | Österreich, Deutschland                         | Nicht nominiert      |
| 1992                | I love Vienna                        | Houchang Allahyari              | Österreich                                      | Nicht nominiert      |
| 1993                | Benny’s Video                        | Michael Haneke                  | Österreich, Schweiz                             | Nicht nominiert      |
| 1994                | Indien                               | Paul Harather                   | Österreich                                      | Nicht nominiert      |
| 1995                | Ich gelobe                           | Wolfgang Murnberger             | Österreich                                      | Nicht nominiert      |
| 1996                | Die Ameisenstraße                    | Michael Glawogger               | Österreich                                      | Nicht nominiert      |
| 1997                | Hannah                               | Reinhard Schwabenitzky          | Österreich                                      | Nicht nominiert      |
| 1998                | Der Unfisch                          | Robert Dornhelm                 | Österreich                                      | Nicht nominiert      |
| 1999                | Die Siebtelbauern                    | Stefan Ruzowitzky               | Österreich, Deutschland                         | Nicht nominiert      |
| 2000                | Nordrand                             | Barbara Albert                  | Österreich, Deutschland, Schweiz                | Nicht nominiert      |
| 2001                | Die Fremde                           | Götz Spielmann                  | Österreich                                      | Nicht nominiert      |
| 2002                | Die Klavierspielerin                 | Michael Haneke                  | Österreich, Deutschland Polen, Frankreich       | Nicht nominiert      |
| 2003                | Gebürtig                             | Robert Schindel, Lukas Stepanik | Deutschland, Polen, Österreich                  | Nicht nominiert      |
| 2004                | Böse Zellen                          | Barbara Albert                  | Deutschland, Österreich, Schweiz                | Nicht nominiert      |
| 2005                | Antares                              | Götz Spielmann                  | Österreich                                      | Nicht nominiert      |
| 2006                | Caché                                | Michael Haneke                  | Frankreich, Österreich, Deutschland, Italien    | Nicht zugelassen     |
| 2007                | Spiele Leben                         | Antonin Svoboda                 | Österreich, Schweiz                             | Nicht nominiert      |
| 2008                | Die Fälscher                         | Stefan Ruzowitzky               | Österreich, Deutschland                         | Gewonnen             |
| 2009                | Revanche                             | Götz Spielmann                  | Österreich                                      | Nominiert            |
| 2010                | Ein Augenblick Freiheit              | Arash T. Riahi                  | Österreich, Frankreich, Türkei                  | Nicht nominiert      |
| 2011                | La Pivellina (Die Kleine)            | Tizza Covi, Rainer Frimmel      | Italien, Österreich                             | Nicht nominiert      |
| 2012                | Atmen                                | Karl Markovics                  | Österreich                                      | Nicht nominiert      |
| 2013                | Liebe                                | Michael Haneke                  | Österreich, Deutschland, Frankreich             | Gewonnen             |
| 2014                | Die Wand                             | Julian Pölsler                  | Österreich, Deutschland                         | Nicht nominiert      |
| 2015                | Das finstere Tal                     | Andreas Prochaska               | Österreich, Deutschland                         | Nicht nominiert      |
| 2016                | Ich seh Ich seh                      | Veronika Franz, Severin Fiala   | Österreich                                      | Nicht nominiert      |
| 2017                | Vor der Morgenröte                   | Maria Schrader                  | Deutschland, Frankreich, Österreich             | Nicht nominiert      |
| 2018                | Happy End                            | Michael Haneke                  | Frankreich, Deutschland, Österreich             | Nicht nominiert      |
| 2019                | Waldheims Walzer                     | Ruth Beckermann                 | Österreich                                      | Nicht nominiert      |
| 2020                | Joy                                  | Sudabeh Mortezai                | Österreich                                      | Nicht zugelassen     |
| 2021                | Was wir wollten                      | Ulrike Kofler                   | Österreich                                      | Nicht nominiert      |
| 2022                | Große Freiheit                       | Sebastian Meise                 | Österreich, Deutschland                         | Shortlist/Vorauswahl |
| 2023                | Corsage                              | Marie Kreutzer                  | Österreich, Luxemburg, Deutschland, Frankreich  | Shortlist/Vorauswahl |
| 2024                | Vera                                 | Tizza Covi, Rainer Frimmel      | Österreich                                      | Nicht nominiert      |
| 2025                | Des Teufels Bad                      | Veronika Franz, Severin Fiala   | Österreich, Deutschland                         | Nicht nominiert      |

| Regisseur         | Einreichungen | Nominierungen | Auszeichnungen |
| ----------------- | ------------- | ------------- | -------------- |
| Michael Haneke    | 6             | 1             | 1              |
| Götz Spielmann    | 3             | 1             | 0              |
| Stefan Ruzowitzky | 2             | 1             | 1              |
| Barbara Albert    | 2             | 0             | 0              |
| Tizza Covi        | 2             | 0             | 0              |
| Robert Dornhelm   | 2             | 0             | 0              |
| Severin Fiala     | 2             | 0             | 0              |
| Rainer Frimmel    | 2             | 0             | 0              |
| Veronika Franz    | 2             | 0             | 0              |
| Tizza Covi        | 2             | 0             | 0              |